# Бафоде Діакіте
Бафоде Діакіте (фр. Bafodé Diakité, нар. 6 січня 2001, Тулуза, Франція) — французький футболіст гвінейського походження, захисник клубу «Лілль». Виступав у складі молодіжної збірної Франції.

## Ігрова кар'єра

### Клубна
Бафоде Діакіте народився у Тулузі. З 2013 року він почав займатися футболом в академії місцевого футбольного клубу «Тулуза». У грудні 2018 року футболіст зіграв свій перший матч на професійному рівні. А на день свого вісімнадцятиріччя 6 січня 2019 року відзначився першим забитим голом.
У сезоні 2021/22 у складі «Тулузи» Діакіте виграв турнір Ліги 2 і повернувся до елітного дивізіону. Але у серпні 2022 року захисник пепейшов до клубу «Лілль», з яким підписав контракт на чотири роки. І 7 серпня дебютував у новій команді.

### Збірна
Бафоде Діакіте має гвінейське коріння але на міжнародному рівні виступає за юнацькі та молодіжну збірну Франції.
У 2024 році Бафоде Діакіте в складі олімпійської збірної Франції брав участь у Літнії олімпійськиї іграх у Парижі.

## Досягнення
Тулуза
- Переможець Ліга 2: 2021/22[7]